# ノストラダムスの大予言
『ノストラダムスの大予言』（ノストラダムスのだいよげん）は、1973年に祥伝社から発行された五島勉の著書。

## 概要
フランスの医師・占星術師ノストラダムスが著した『予言集』（初版1555年）について、彼の伝記や逸話を交えて解釈するという体裁をとっていた。その中で、「1999年7の月に人類が滅亡する」という解釈を掲載したことにより、公害問題などで将来に対する不安を抱えていた当時の日本でベストセラーとなった。実質的に日本でのノストラダムス現象の幕開けとなった著作であり、オカルトブームの先駆けともなった。
翌1974年には、東宝でこれを原作にした同名の映画が制作公開され、文部省推薦映画となった。

## 反響とシリーズ化
1973年11月25日に初版が発行されると、3ヶ月ほどで公称100万部を突破した。これは『朝日新聞』1974年3月2日朝刊の広告によるものだが、同広告ではこの本が出版科学研究所調べによる戦後のミリオンセラーとしては15冊目であることも謳われている。出版ニュース社の調査では、1974年のノンフィクション部門ベストセラー1位、総合部門2位（1位は五木寛之訳『かもめのジョナサン』）となった。1998年8月時点で発行部数は209万部、450版となった。
こうした売れ行きによって、何冊もの続編が刊行された。第5冊目の『ノストラダムスの大予言 5』（1986年）で完結編と銘打たれたものの、その後もなし崩しに『ノストラダムスの大予言・最終解答編』（1998年）までシリーズは続き、最終的に全10冊のシリーズとなった。初巻の売れ行きには到底及ばなかったものの、シリーズ作品はいずれも売れ、ベストセラーランキングにもしばしば登場した（下掲発行部数参照）。

## 内容
この本では、ノストラダムスが未来を先取りした医術でペストを鎮めたことや、その予知能力を買われてフランス国王アンリ2世の顧問となったこと、その顧問を辞めたあとに予言詩集『諸世紀』を著したことがまず紹介されている。
そして、彼の『諸世紀』では、パスツール、フランコ、ヒトラーや鉤十字といった歴史上の有名人や団体、あるいはクレジット、カーマニアなどといった社会現象に関する用語が、固有名詞入りで的確に予言されていたことが例証されている。
その上で、「1999年7の月に恐怖の大王が来るだろう」という予言について、ノストラダムスがアンリ2世に対して1999年に人類が滅びると語ったとする史料などを引き合いに出し、人類滅亡を予言したものであると解釈した。そして、環境問題、核兵器、彗星など、「恐怖の大王」の候補とされている各説について検証を行っている。また、その前後には、関連するという詩の解釈を行い、1999年までに襲い来る極度の大気汚染・水質汚濁（五島は「超汚染」と呼んでいる）や、大震災による陰惨な未来像を畳み掛けるように展開している。さらに、1999年以降に生き残った僅かな人類を待ち受ける悲惨な運命についても言及している。
最後に数ページを使って希望を模索している。そこではまず、1999年の人類滅亡が先延ばしに出来る可能性や、局所的な破壊にとどまり、人類が絶滅はしない可能性への希望を表明している。その上で、ノストラダムスの予言の的中は不可避としつつも、哲学思想として捉えたならば、西洋キリスト教文明に対置しうる東洋思想の実践などによって救われる可能性もあるかもしれないと説いている。

## 内容の問題点
本来「百詩篇集」などと訳されるべき『予言集』の主要部分の名称が、英訳からの転訳によって生じた誤訳である『諸世紀』となっていたり（ここでは『予言集』そのものの換称として用いられている）、架空の研究者の名前や、創作と思われる詩や史料が登場していたり、いたずらに「1999年7の月」の詩を誇張したり、ノストラダムスの生涯に関する記述などにもかなりフィクションが含まれているなど、実際には「ノストラダムスの予言解釈本」というよりも、「五島の小説」という色合いが強いと指摘されている。
だが、「と学会」関係者が本格的に俎上に乗せるまでの長い間、そうした問題点はほとんど指摘されることがなく、ノストラダムスの予言を扱ったテレビ番組などでも五島の著書に沿う形で紹介されることがあったため、この著書による誤ったノストラダムス像が多くの人々に影響を与える結果となった。
また、『大予言』第一作は、当時の「終末ブーム」への便乗という執筆動機は明らかであるものの、地球規模の環境汚染や全面核戦争など、真摯な近未来の危機への警告書という体裁を一応はもっていた。その反面、予言が間違いなく当たるものと強調されるという矛盾した姿勢が存在していた。これについては、外れたときの弁明の余地を残したのではないかという指摘もある。後のシリーズでは、中国人民解放軍のヨーロッパ侵略を予想するなど、国際情勢を大きく読み誤った記述が見られるほか、ユダヤ陰謀論への言及などが見られるようになり、さらには（五島の著書に通底する）白人および欧米文明への嫌悪感などもより強く現れるようになった。
そして、続編でも創作と思われるエピソードが多用される傾向は変わることがなく、特に「ブロワ城の問答」と呼ばれるエピソードは、他の多くの信奉者たちの著作にも影響を及ぼした。これは、ノストラダムスがカトリーヌ・ド・メディシスに対し、「恐怖の大王」の正体は目に見えないものだと語り、その出現の前に「別のもの」が現れれば人類は救われると語ったとするエピソードだが、裏付けとなる史料が確認できておらず、五島の創作と指摘されている。
宮崎哲弥や山本弘は、ベストセラーになったこの本が1980年代以降の新興宗教に少なからぬ影響を与えたと指摘している。実際、この時期の新興宗教には、自分の教団（もしくは教祖）こそが、上記の世界を救う「別のもの」であると主張するものも見られた。さらに、こうした影響がその後のオウム真理教による数々の事件の遠因になったとも指摘されている。キリスト教やユダヤ教における本来の終末論とはかけ離れた終末思想を生み出した。

## シリーズ

### 書誌情報
| タイトル                                                                   | 発行元/シリーズ            | 発行年月       | ISBN       |
| -------------------------------------------------------------------------- | -------------------------- | -------------- | ---------- |
| ノストラダムスの大予言 - 迫りくる1999年7の月、人類滅亡の日                 | 祥伝社 55〈ノン・ブック〉  | 1973年11月25日 | 4396100558 |
| ノストラダムスの大予言 2 - 1999年の破局を不可避にする大十字                | 祥伝社〈ノン・ブック 161〉 | 1979年12月     | 4396101619 |
| ノストラダムスの大予言 3 - 1999年の破滅を決定する「最後の秘詩」            | 祥伝社〈ノン・ブック 181〉 | 1981年2月      | 4396101813 |
| ノストラダムスの大予言 4 - 1999年、日本に課された"第四の選択"              | 祥伝社〈ノン・ブック 205〉 | 1982年7月      | 4396102054 |
| ノストラダムスの大予言 5 - ついに解けた1999年、人類滅亡の謎                | 祥伝社〈ノン・ブック 260〉 | 1986年2月      | 4396102607 |
| ノストラダムスの大予言 スペシャル日本編 - 人類の滅亡を救うのは「日の国」だ | 祥伝社〈ノン・ブック 280〉 | 1988年1月      | 4396102801 |
| ノストラダムスの大予言 中東編 - 中東（フセイン）危機は人類破局への序曲だ   | 祥伝社〈ノン・ブック 309〉 | 1990年11月     | 4396103093 |
| ノストラダムスの大予言 残された希望編 - 世界破滅を防ぐ日本の使命           | 祥伝社〈ノン・ブック 322〉 | 1992年2月      | 4396103220 |
| ノストラダムスの大予言 地獄編 - 1999年未知の超エルニーニョが地球を襲う     | 祥伝社〈ノン・ブック 349〉 | 1994年4月      | 4396103492 |
| ノストラダムスの大予言 最終解答編 - 1999年、"恐怖の大王"の正体と最後の活路 | 祥伝社〈ノン・ブック 400〉 | 1998年7月      | 4396104006 |

### 発行部数
| タイトル                              | 公称発行部数 (SPA)     | 公称発行部数 (日経エンタ) | 順位                                                                           |
| ------------------------------------- | ---------------------- | ------------------------- | ------------------------------------------------------------------------------ |
| ノストラダムスの大予言                | 250万部                | 209万部                   |                                                                                |
| ノストラダムスの大予言 2              | 100万部                | 92万部                    | 1980年度ベストセラー総合第3位。出版ニュース社調べ。                            |
| ノストラダムスの大予言 3              | 70万部                 | 67万部                    | 1981年度総合第7位。出版ニュース社調べ。                                        |
| ノストラダムスの大予言 4              | 50万部                 | 記載なし                  |                                                                                |
| ノストラダムスの大予言 5              | 45万部                 | 43万部                    |                                                                                |
| ノストラダムスの大予言 日本編         | 40万部                 | 44万部                    |                                                                                |
| ノストラダムスの大予言 中東編         | 40万部                 | 39万部                    | 東販調べでのベストセラー「新書・ノンフィクション」部門1990年第6位、91年第3位。 |
| ノストラダムスの大予言 残された希望編 |                        |                           | トーハン調べでのベストセラー「新書・ノンフィクション」部門92年第9位            |
| ノストラダムスの大予言 地獄編         |                        | 11万部                    | 日販調べでのベストセラー「新書（一般・教養）」部門94年第10位                   |
| ノストラダムスの大予言 最終解答編     | 発売一ヶ月で公称13万部 | 発売一ヶ月で公称13万部    | トーハン調べでのベストセラー「新書・ノンフィクション」部門98年第3位            |

中東編までの発行部数は左がSPA! 1991年3月20日号「ノストラダムス本どれを信じたらいいのか」、右が日経エンタテインメント!ウェブサイト掲載「これが最も売れている予言書トップ30」に、地獄編の発行部数は前述の「これが最も売れている予言書トップ30」、最終解答編の発行部数は『日本の論点1999』（文藝春秋社、1998年）による。また、出版ニュース社調べのベストセラーランキングは、塩沢実信『昭和ベストセラー世相史』 ISBN 4-476-03145-5 に、トーハン、日販調べのランキングは『Book Page 本の年鑑』（ブックページ刊行会）各年版による。